# Progress MS-01
Chronologie
Progress M-29M Progress MS-02
Progress MS-01 (en russe : Прогресс МС-01) est une mission de ravitaillement russe de la Station spatiale internationale (ISS/SSI), réalisée grâce au cargo russe éponyme Progress MS. Le décollage a eu lieu le 21 décembre 2015, depuis le cosmodrome de Baïkonour, au Kazakhstan, à l'aide d'un lanceur Soyouz 2. Il s'agit du premier vaisseau Progress MS de nouvelle génération à faire un vol orbital. Ce vaisseau est identifié par la NASA sous le nom Progress 62P.

## Contexte
Le vaisseau cargo Progress fut développé en Union Soviétique dans les années 70, pour permettre le ravitaillement des équipages des stations Saliout, devant ainsi le premier vaisseau cargo de l'histoire. Développé sur la base du vaisseau habité Soyouz, dont il partage de nombreuses caractéristiques, il effectua son premier vol en 1978, vers la station Saliout 6. Par la suite, il desservira également la station Saliout 7, puis Mir. Dans les années 90, le cargo sera équipé d'une petite capsule permettant le retour de fret sur Terre, dénommée VBK-Radouga, qui fut utilisée à 10 reprises. Au début des années 2000, Progress M1-5 désorbita la station Mir, et les vols du cargo furent entièrement redirigés vers la desserte de la Station spatiale internationale.
Au fil des années, plusieurs versions du vaisseau furent développée. La version initiale 7K-TG initiale fut remplacée en 1989 par le Progress-M (« Modernisé »), qui verra l'ajout notable de panneaux solaires. En 2000, Progress-M1 verra le jour, conçu pour transporter plus de carburant, au détriment des autres ressources, il ne volera que durant 4 ans. En 2008, Progress M-M volera pour la première fois, avec ses nouveaux systèmes de bord numériques. Finalement, il sera remplacé par le Progress MS, disposant de diverses améliorations, telles que :
- L'ajout d'un compartiment externe permettant l'éjection de microsatellites et CubeSats. C'est le vol de Progress MS-03 qui sera le premier à l'utiliser.
- Le remplacement du système radio Kvant-V ukrainien par un Système de Commandes et de Télémétrie Unifié (EKTS).
- L'amélioration de la protection contre les micrométéorites, et l'ajout de systèmes de secours pour le mécanisme d'amarrage.

## Mission

### Préparation et lancement

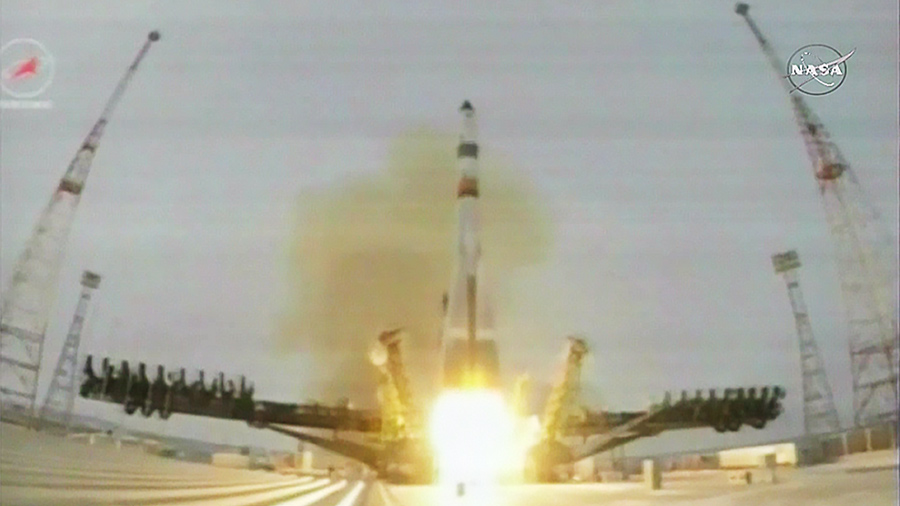
Décollage de Progress MS-01

Le lancement du cargo fut initialement prévu pour le 21 novembre 2015, mais fut reporté d'un mois. C'est finalement le 17 décembre 2015 que Progress MS-01 fut transporté dans le bâtiment d'assemblage MiK, dans lequel il fut attaché à sa Soyouz 2.1a. Comme le veut la tradition, le lanceur fut transporté sur le pas de tir au petit matin. Le décollage eut lieu le 21 décembre 2015. Ce fut le premier vol d'un lanceur Soyouz 2.1a et d'un vaisseau Progress depuis l'échec de Progress M-27M. Le vol partit du Complexe Vostok (Site 31/6) du cosmodrome de Baïkonour, au Kazakhstan.

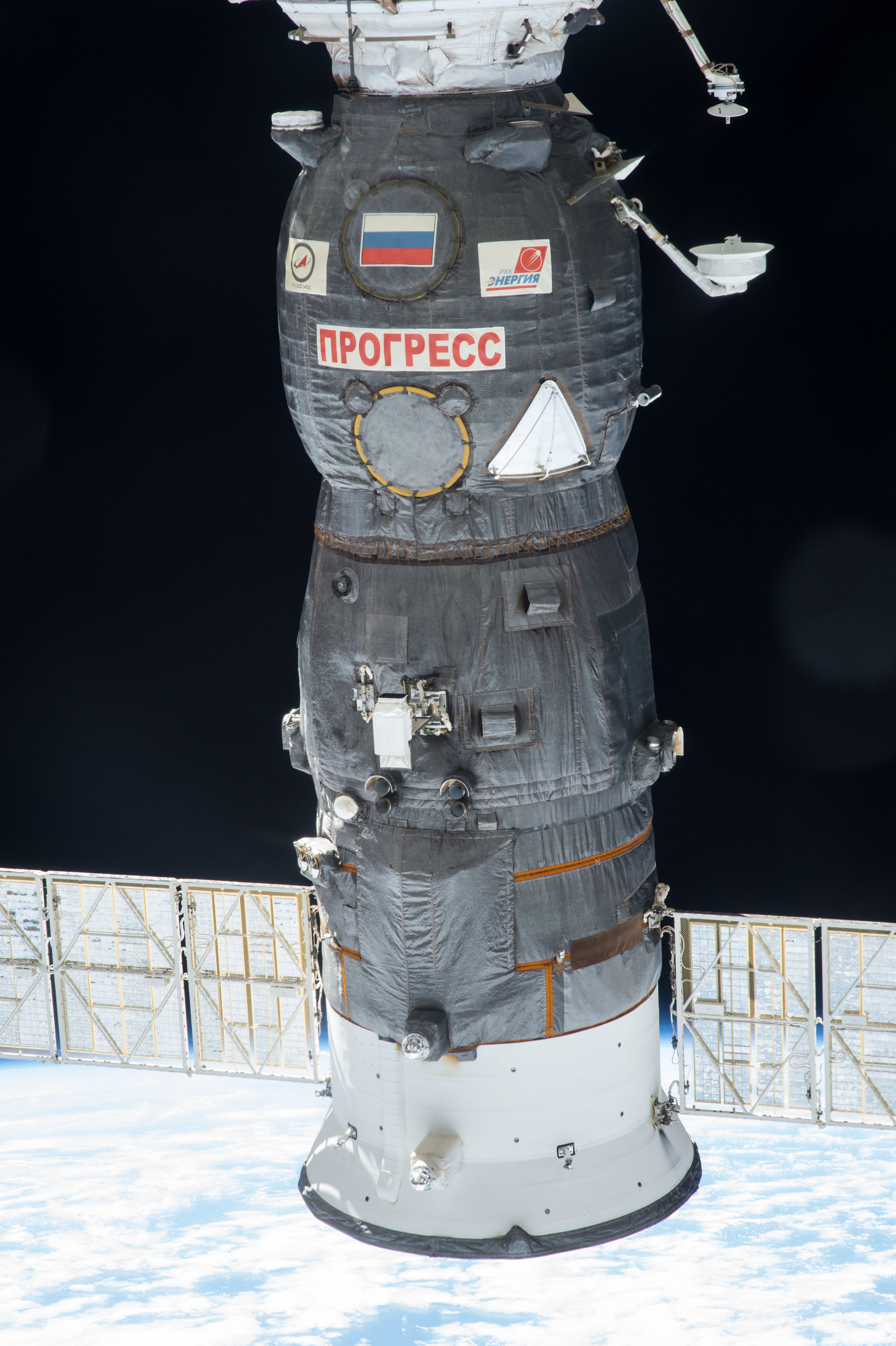
Progress MS-01 amarré à l'ISS

Une fois la mise en orbite effectuée, les ingénieurs au sol purent communiquer avec le vaisseau grâce aux satellites-relais Loutch, une première pour un vaisseau russe (Soyouz ou Progress).

### Amarrage à la station
Progress MS-01 s'est amarré au module Pirs de la station le 23 décembre 2015. Dans le cadre des essais de validation de la nouvelle version MS, le 1er juillet 2016, le cargo fut désamarré du module, et reculé d'environ 200 mètres de la station, afin de vérifier le bon fonctionnement du système TORU, permettant le pilotage manuel du vaisseau par les membres d'équipage de la station (Alexeï Ovtchinine et Oleg Skripotchka). Un incident se produit toutefois peu après l'amarrage, et conduit le vaisseau à osciller sur lui-même, alors que le cône de son port d'amarrage est déjà fiché dans le module.
Le cargo fut définitivement désamarré le lendemain, puis il brûla dans l'atmosphère au-dessus de l'océan Pacifique.

## Galerie

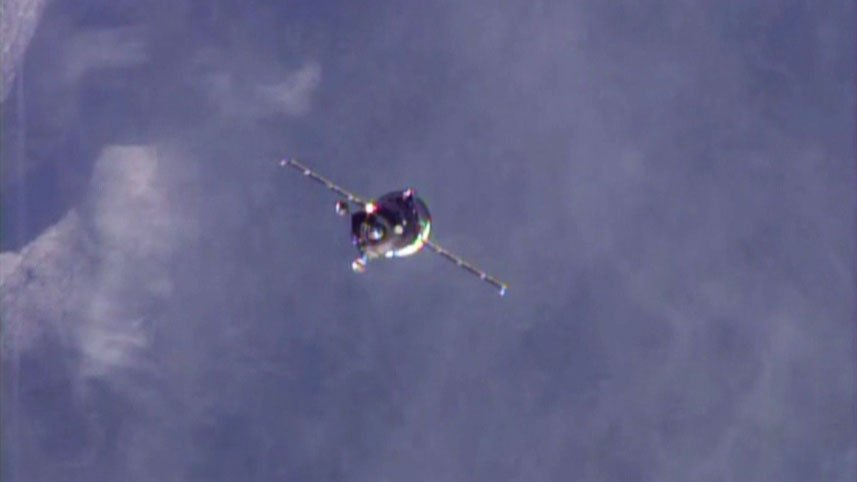
Progress MS-01 lors de son arrivée sur l'ISS
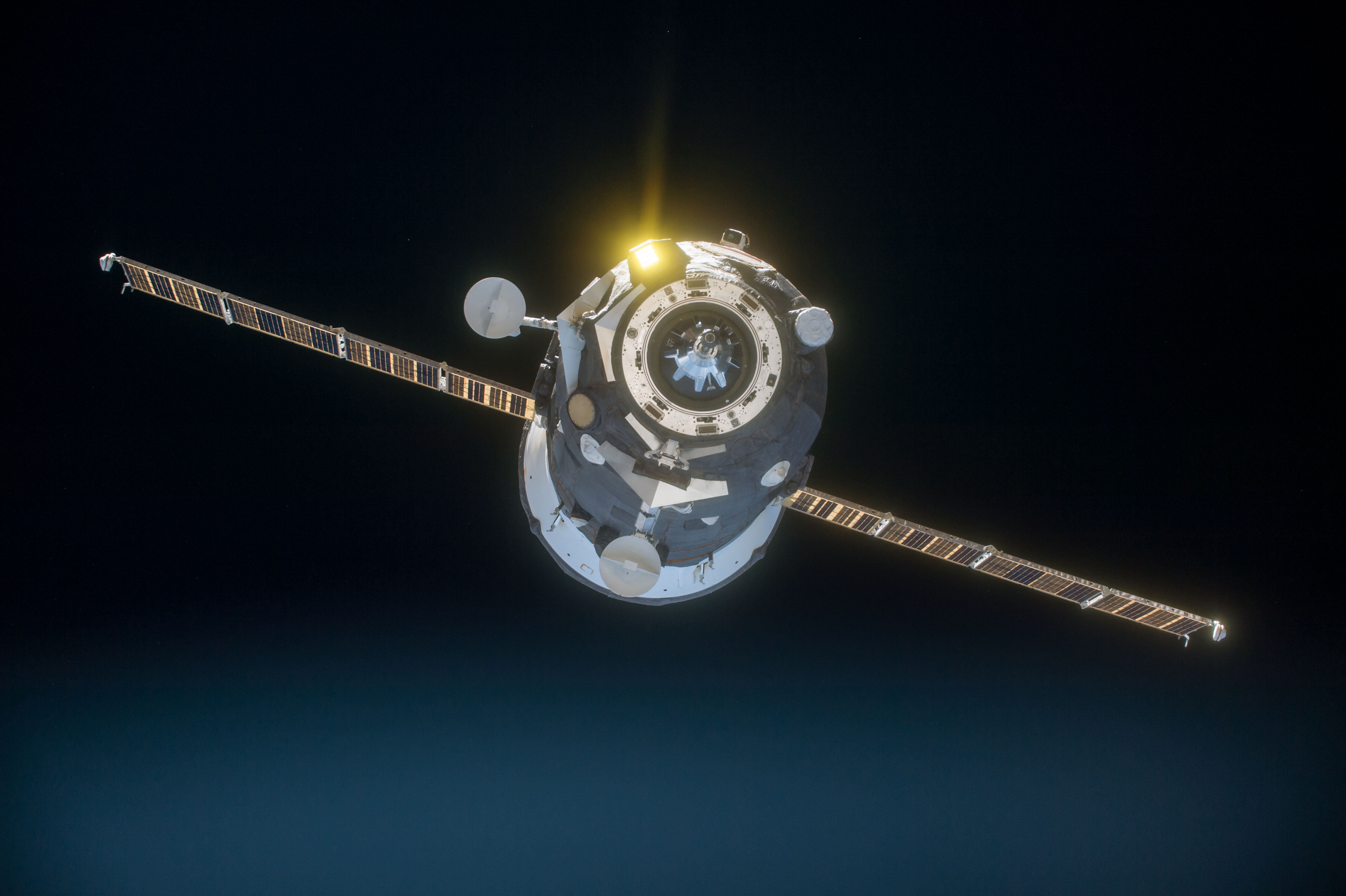
Essai d'amarrage du 2 juillet 2016
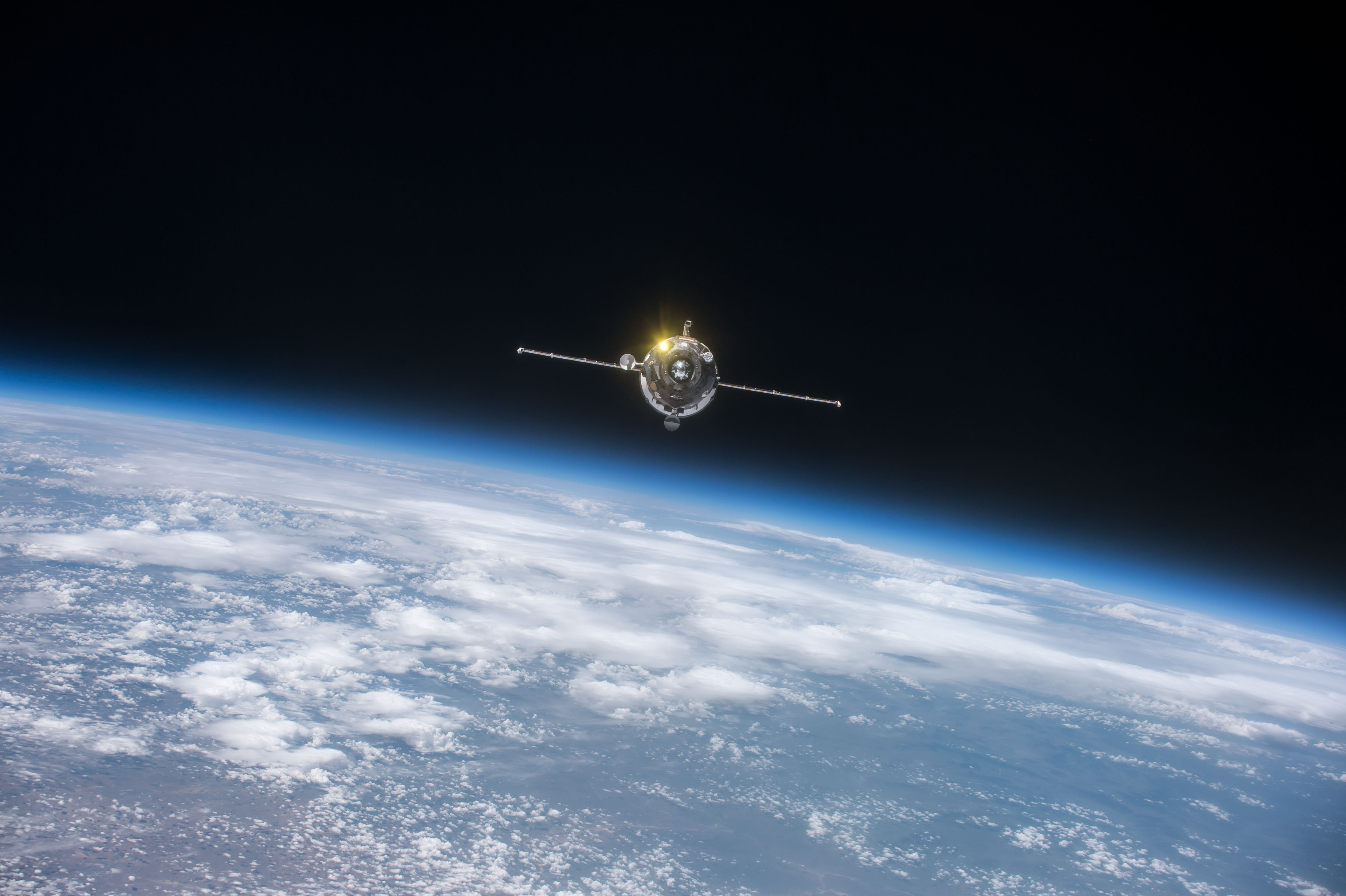
Essai d'amarrage du 2 juillet 2016
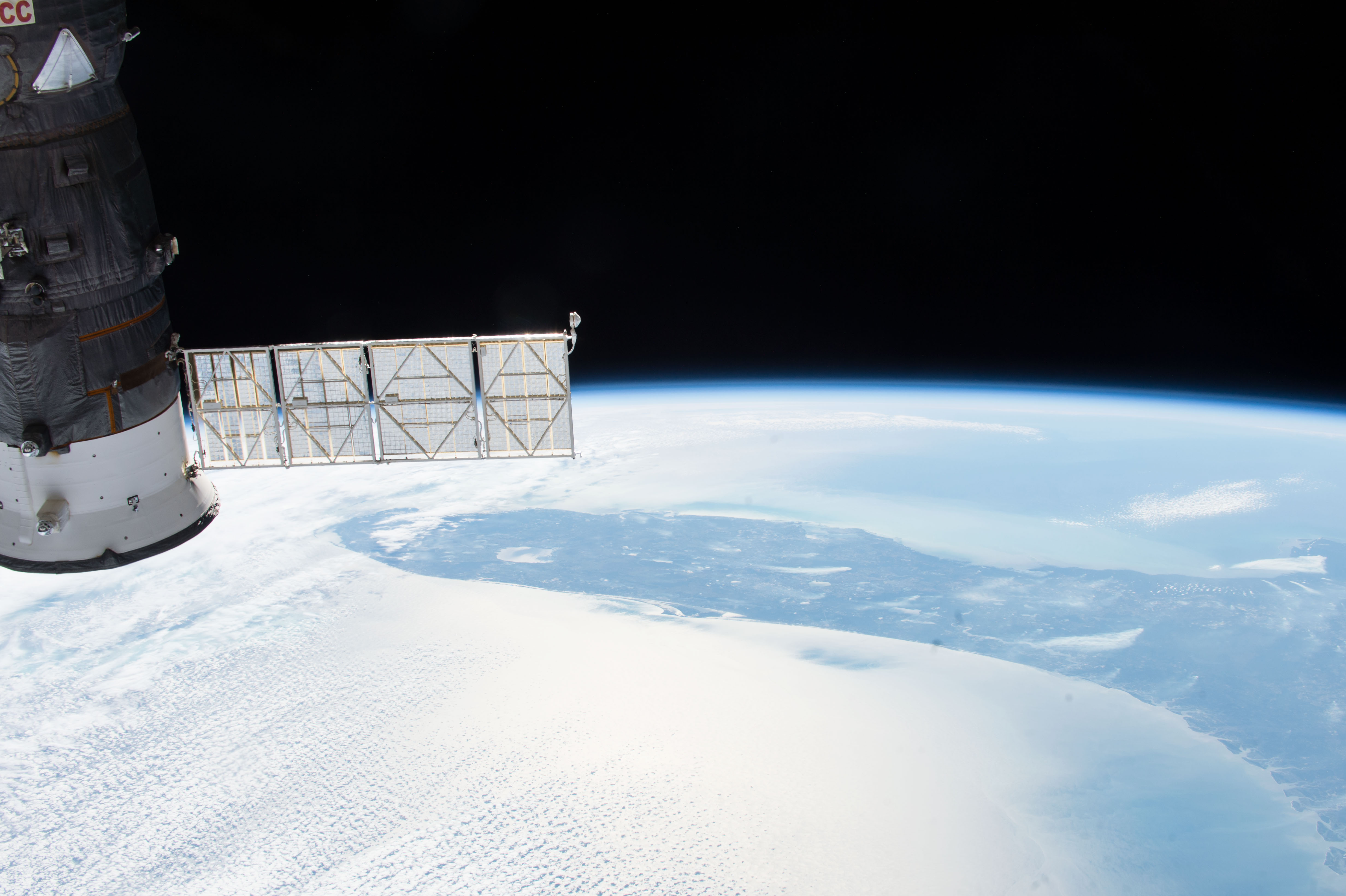
La Floride, avec Progress MS-01 au premier plan